# Egres (növényfaj)
Az egres (Ribes uva-crispa) a kőtörőfű-virágúak (Saxifragales) rendjébe és a ribiszkefélék (Grossulariaceae) családjába tartozó faj. Egyéb nevei: brüszke, büszke, piszke, püszke, pöszméte vagy köszméte.

## Előfordulása
Eurázsiai elterjedésű faj. Európában szinte az egész kontinensen megtalálható nyugaton a Brit-szigeteken, északon Skandináviában, délen a Mediterráneumban is (itt inkább csak a hegyvidékeken), sőt innen átnyúlik Észak-Afrikában az Atlasz-hegységbe. Keleten a Kaukázuson át Mandzsúriáig, Észak-Kínáig terjed (ázsiai változatát egyes szerzők külön fajnak tekintik). Az Alpokban 1800, a Kárpátokban 1400 méteres tengerszint feletti magasságig nyomul fel. A termesztett egres sok helyen elvadult, így eredeti elterjedése ma már nem állapítható meg.
Magyarországon az Északi-középhegységben, valamint a Pilisben, a Vértesben és a hozzájuk kapcsolódó dombságokon viszonylag gyakori. A Dunántúl hegy- és dombvidékein, a Kisalföldön elszórtan találhatók állományai; sok közülük valószínűleg kivadult.

## Megjelenése

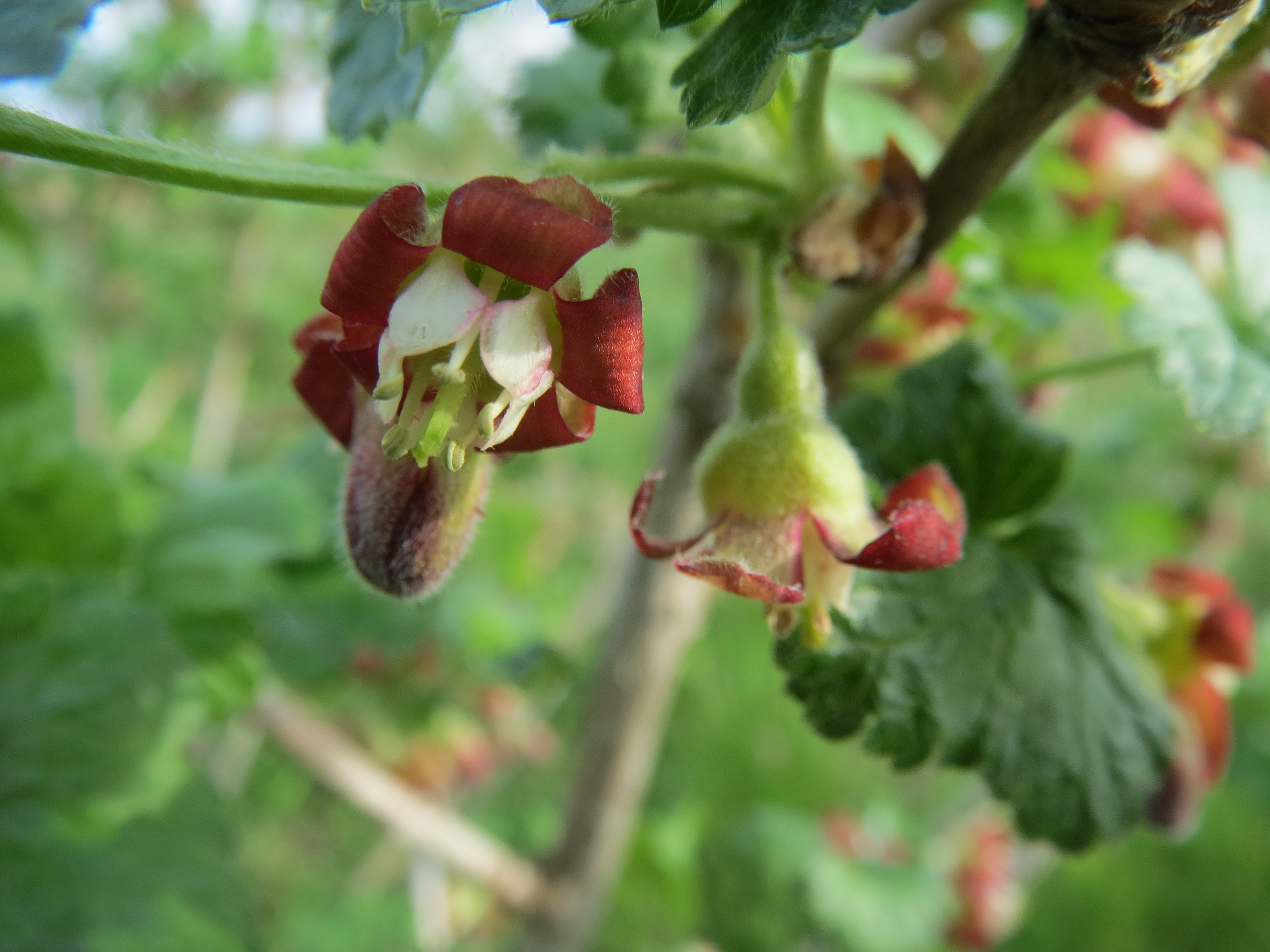
Virága

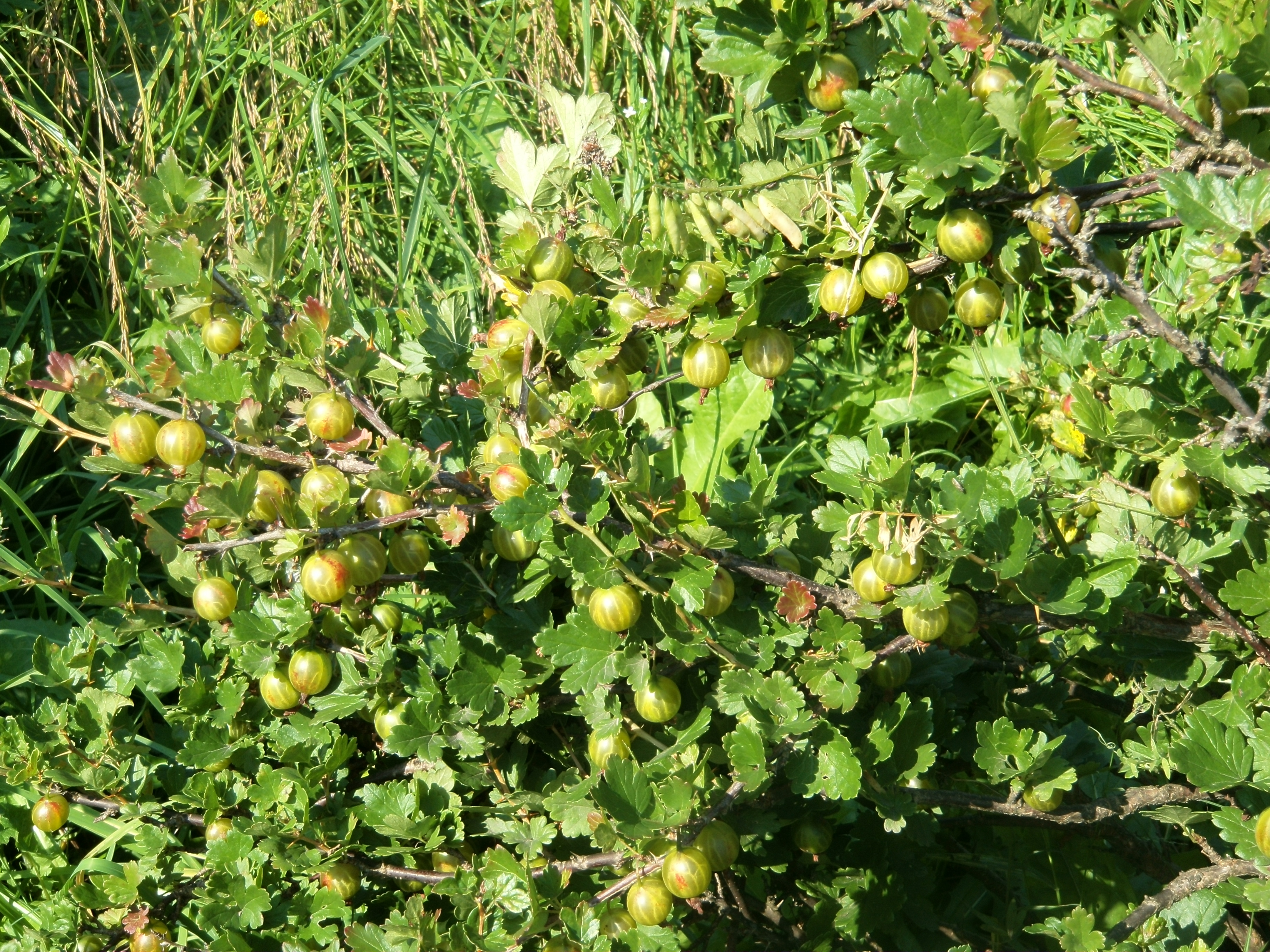
Egresbokor érett termésekkel

Az egres 50-150 centiméter magas, a magasságánál többnyire szélesebb, sűrű ágrendszerű, lombhullató cserje. Tüskés vesszői kissé szőrösek vagy kopaszak, halvány szürkésbarna színűek, hosszában barázdáltak. Az 1-2 centiméter hosszú merev tövisek közvetlenül a levelek (szárcsomók) alatt erednek a száron kettesével vagy hármasával. Egyes változatoknál a szárközökön is találhatóak rövidebb tüskék. A levelek kerekded vagy szív alakúak, tompán 3 vagy 5 karéjosak, szélességük 2-5 centiméter. Éle a karéjok csúcsán mélyen, szabálytalanul csipkézett, oldalán ép. Felső felületük lehet kopasz vagy szőrös, fonákjuk az ereknél szőrözött. A levélnyél hossza nagyjából megegyezik a lemezével, elszórtan szőrös. Ősszel sárgásra színeződik.
Áprilisban virágzik. Az 1-3 virágból álló fürtök a szárcsomókból eredő rövidke hajtások csúcsán nőnek. A virágok kicsik, nem feltűnőek. A kocsány és a harang alakú vacok szőrös vagy mirigyszőrös. A csészelevelek visszahajlóak, kívül zöldek, belül piszkos bíborvörösek. A fehér, felálló szirmok csak fele-harmada olyan hosszúak, mint a csészelevelek. A világos-zöldes porzók kilógnak a csészecsőből. A bibe rövidebb, mint a porzók, kétkaréjú, éretten ragadós. Illata kellemetlen, a sóskaborbolyára emlékeztet. Az önmegporzást úgy kerüli el, hogy a bibék előbb érnek a porzóknál.
A termés 8-15 milliméter hosszú, gömbölyű vagy ovális, többé-kevésbé vörössel futtatott zöldes vagy sárgás, lédús álbogyó. Felülete lehet csupasz vagy szőrös-molyhos. Benne található a 40-50 darab 2-3,5 milliméteres, feketés-barna, szabálytalanul tojásdad mag. A vadon termő egres is ehető, héja savanyú lehet, de húsa édes-savanykás.

## Életmódja
Bükkösök, gyertyános–tölgyesek, keményfás ártéri erdők, száraz tölgyesek, szurdokerdők, törmeléklejtő-erdők növénye. A sűrű aljnövényzetet nem kedveli, ezért inkább sekélyebb talajokon, erdőszéleken található. Az üde, tápanyagokban és bázisokban gazdag talajt kedveli; a humuszos és vályogos, illetve agyagos talajok a kedvezőek számára. Hidegtűrő, de a kései fagyokra érzékeny. A félárnyékot preferálja.
Áprilisban, esetleg május elején nyílik, virágai többségükben kétivarúak, de előfordulnak csak termősök is. Termése július végén-augusztus elején érik. Vegetatívan is jól szaporodik, tőről vagy gyökérről sarjadhat. Élettartama nem haladja meg a 20 évet.
A vad egres Magyarországon nem védett, bár visszaszorulóban van.
Az egyik fő kártevője a köszmétearaszoló (Abraxas grossulariata).

## Termesztése

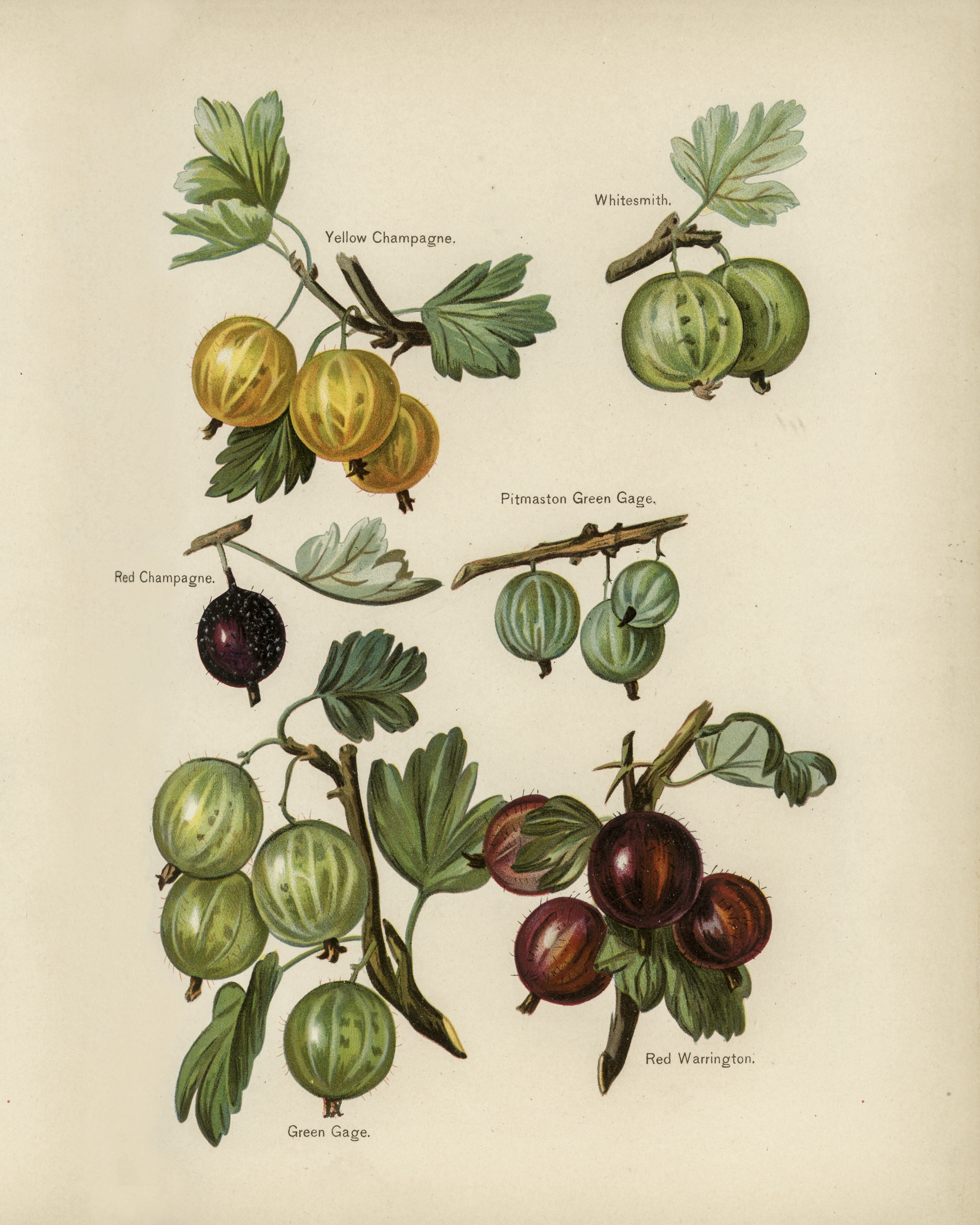
Különböző fajtái az angol Gyümölcstermesztők kézikönyvében (1891)

Az egrest feltehetőleg már a rómaiak is fogyasztották, legalábbis erre utalhat Plinius egyik megjegyzése az éretlen szőlőbogyókról. A középkorban inkább gyógynövényként ismerték. Nemesítését a 16. század végén a hollandok kezdték el. A 18. században Angliában vált igen népszerűvé, 1740-ben kb. száz, 1810-ben már négyszáznál is több nemesített fajtát számoltak össze. Magyarországon a 19. század második felében, a filoxéra pusztítása után vált elterjedtté, amikor a kipusztult szőlőültetvények helyére telepítették, legalábbis, amíg 1908-meg nem érkezett Amerikából a köszmételisztharmat.
Mára számos nemesített változata elterjedt. Megkülönböztetnek európai és amerikai fajtákat, utóbbi az európai egres és az amerikai Ribes hirtellum hibridje; ezek termésátlaga nagyobb, de ízben elmarad az európai fajtájtól. Magyarországon a legnépszerűbb fajták a Szentendrei fehér, a Zöld óriás, a Pallagi óriás és a Gyöngyösi piros. Élelmiszeripari, célra vagy befőzésre félig éretten szedik, friss fogyasztásához ajánlott megvárni a termés beérését. Május végén, június elején szüretelhető, érése hosszabb ideig elhúzódik.
Az egres energiatartalma 44 kcal (184 kJ)/100 g. Sok A-, B1- és C-vitamint, 0,8% pektint és 0,5% ásványi anyagot (kálium, kalcium, foszfor, niacin) tartalmaz. Fogyasztása jó hatással van a belső elválasztású mirigyekre, a szívre, májra, vesére. Nagyobb mennyiségben fogyasztva hasmenést okozhat. Az élelmiszeriparban magas pektintartalma miatt más gyümölcsdzsemekhez adagolják szilárdítóanyagként vagy befőzik.

## Rendszertana
Az egres első botanikai leírását Linné adta a Species Plantarum 201. oldalán. Fajneve a latin uva=szőlőfürt és crispus=fodros szavakból tevődik össze, utóbbi feltehetően leveleire vonatkozik. A magyar egres kifejezés először az 1395 körüli Besztercei szójegyzékben bukkan fel először, valószínűleg a latin agrestum=éretlen szőlőbogyó szóból származik. A köszméte nevet írásban elsőként Szikszai Fabricius Balázs használta 1590-ben és a szláv koszmatka szóból ered.

## Képek

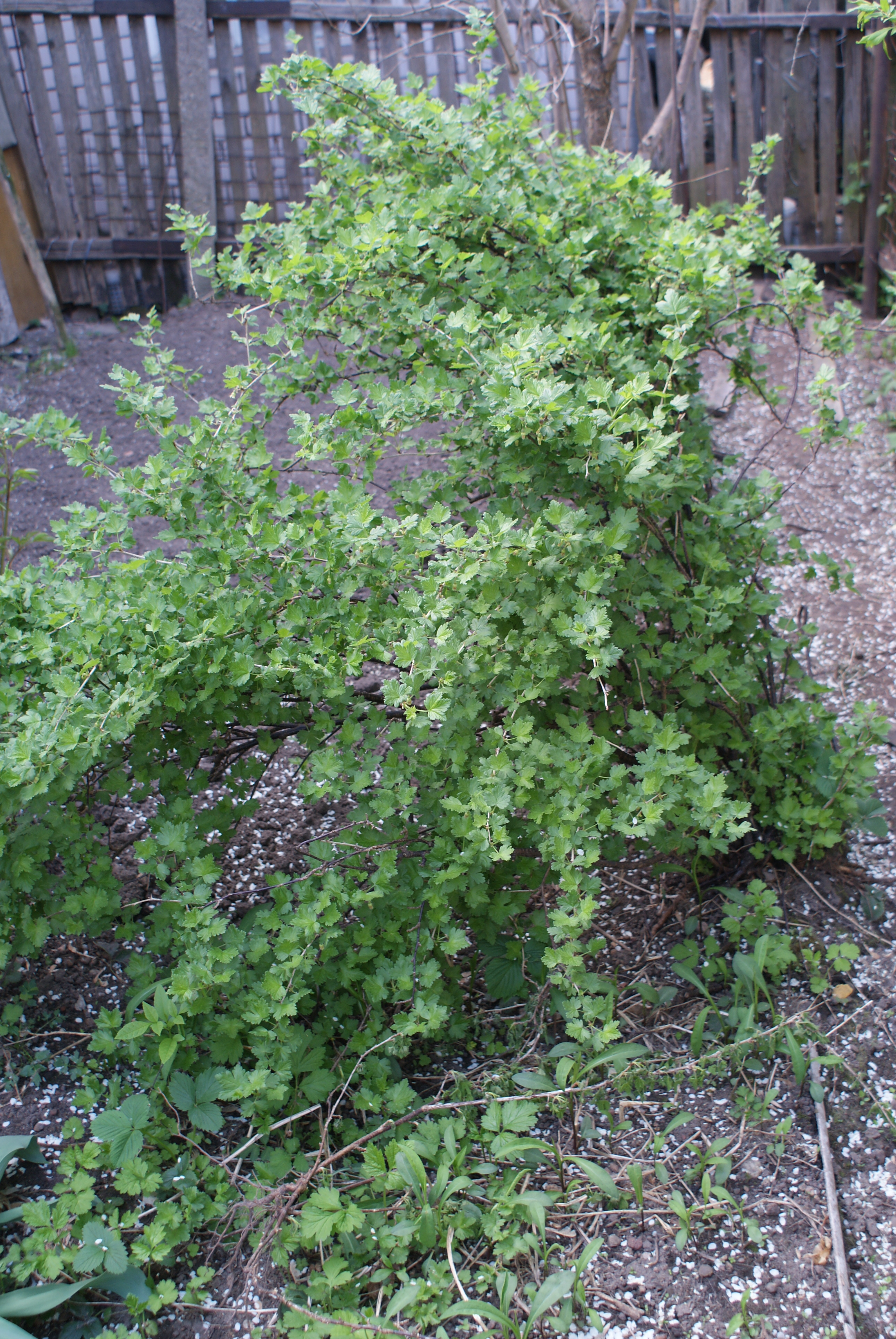
Egresbokor
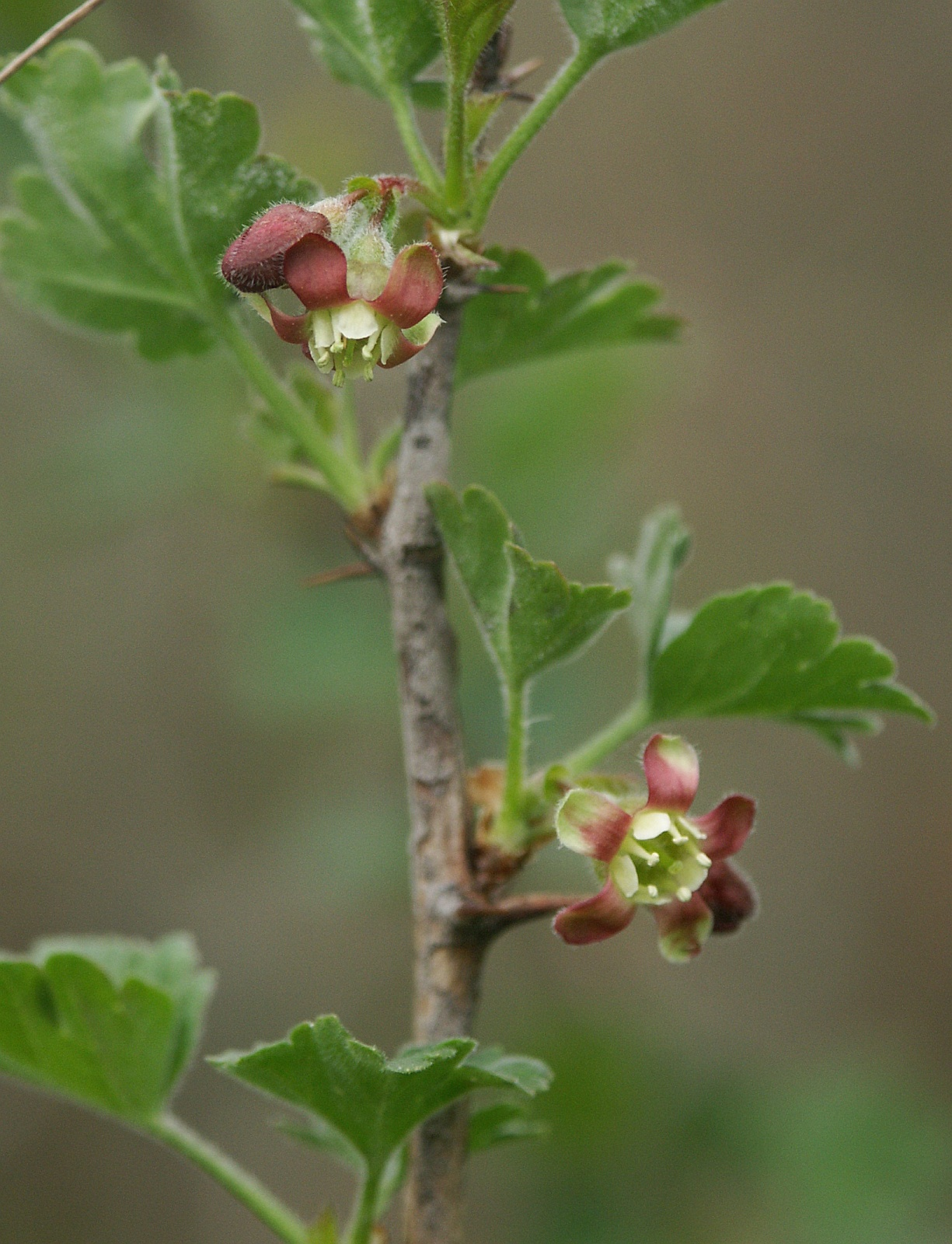
Virágzó ága
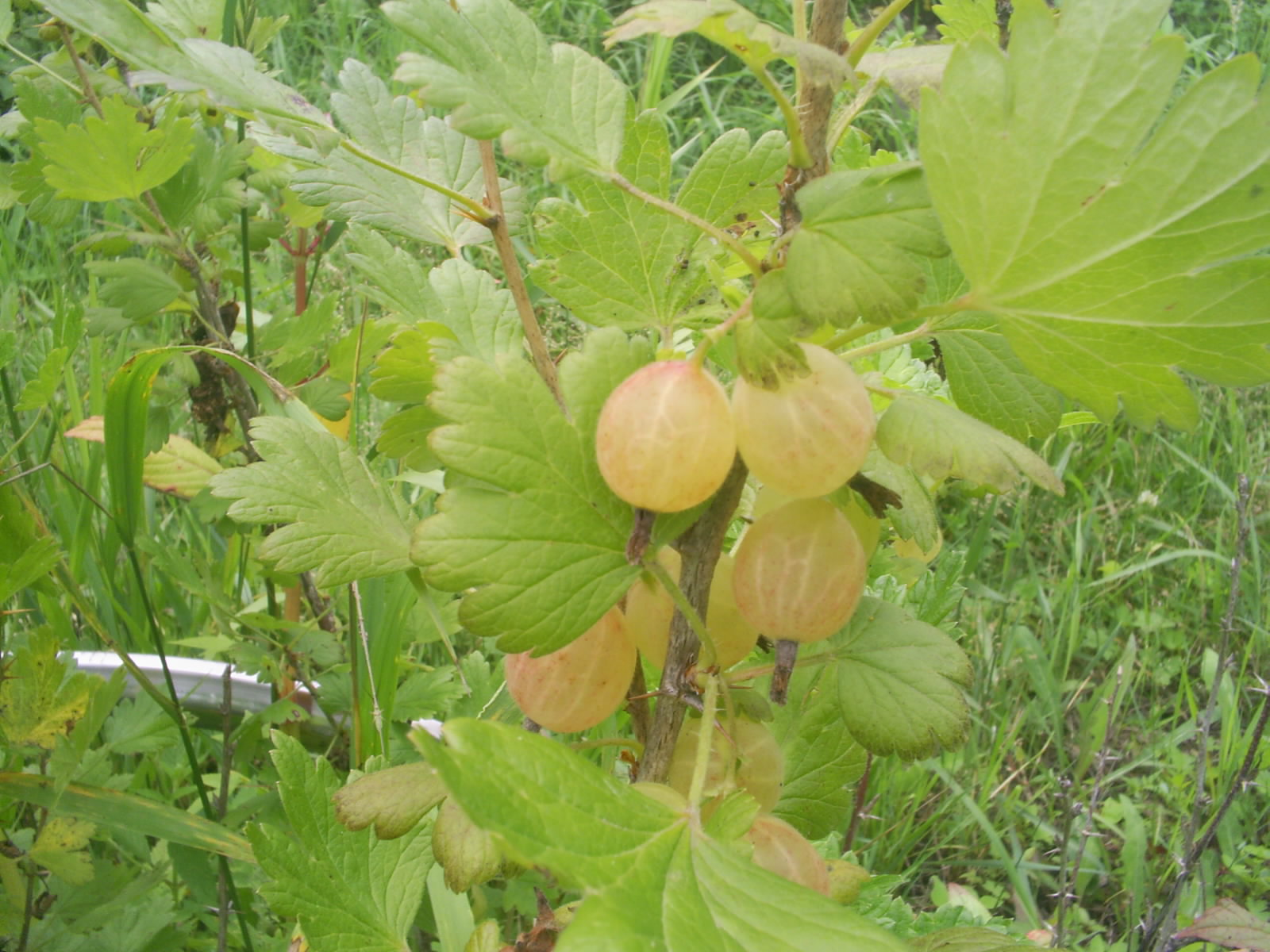
Termései
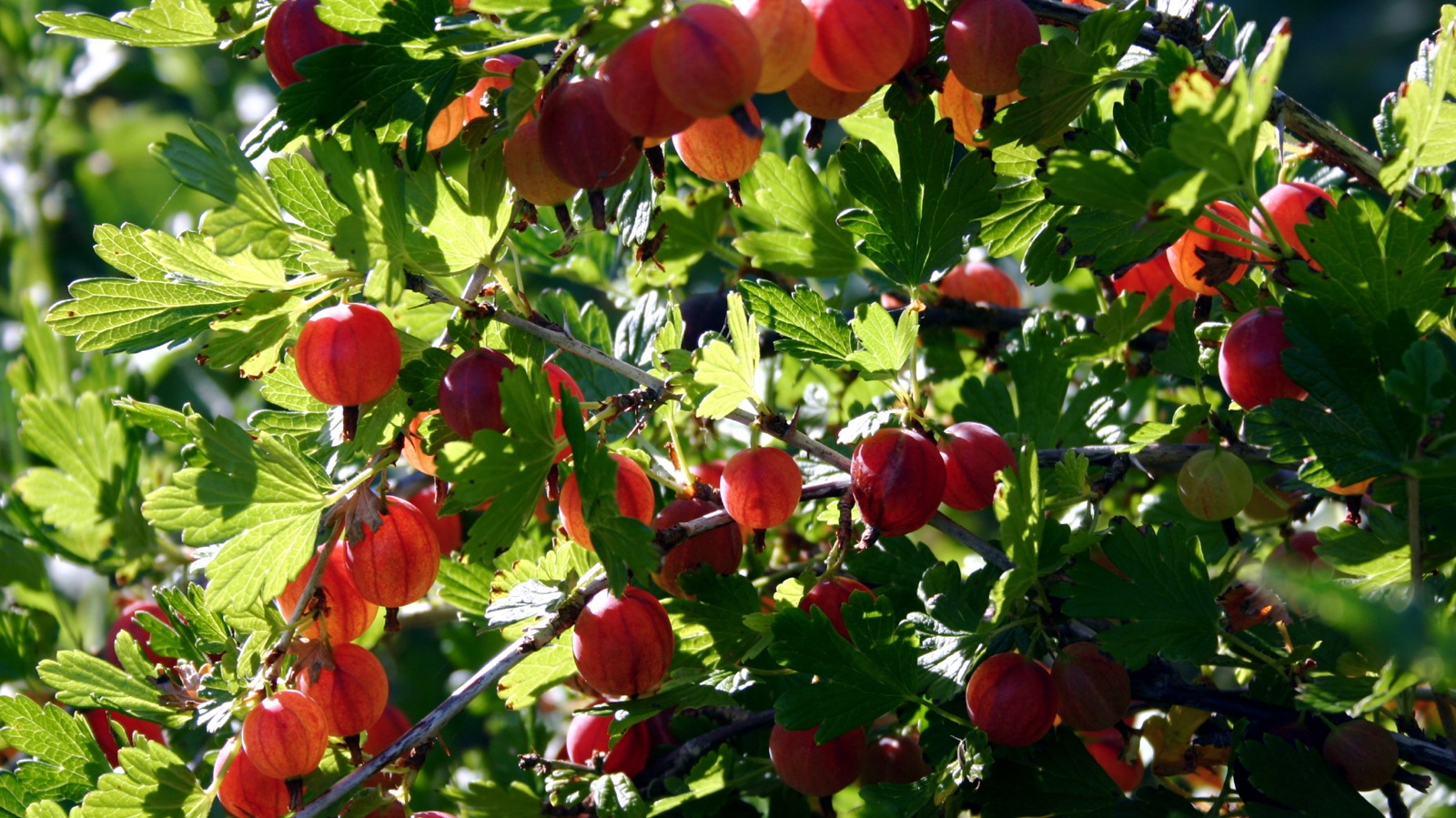
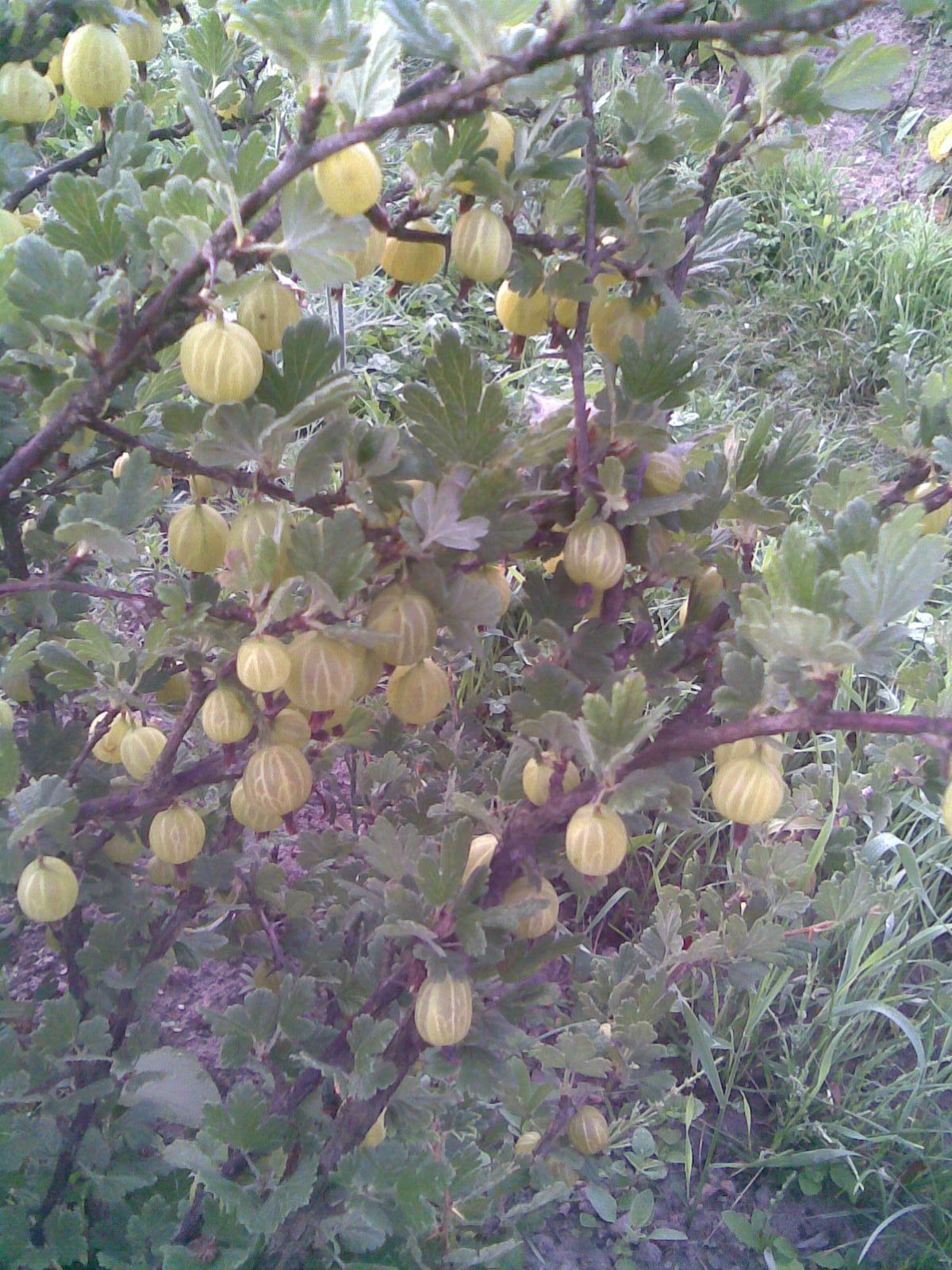
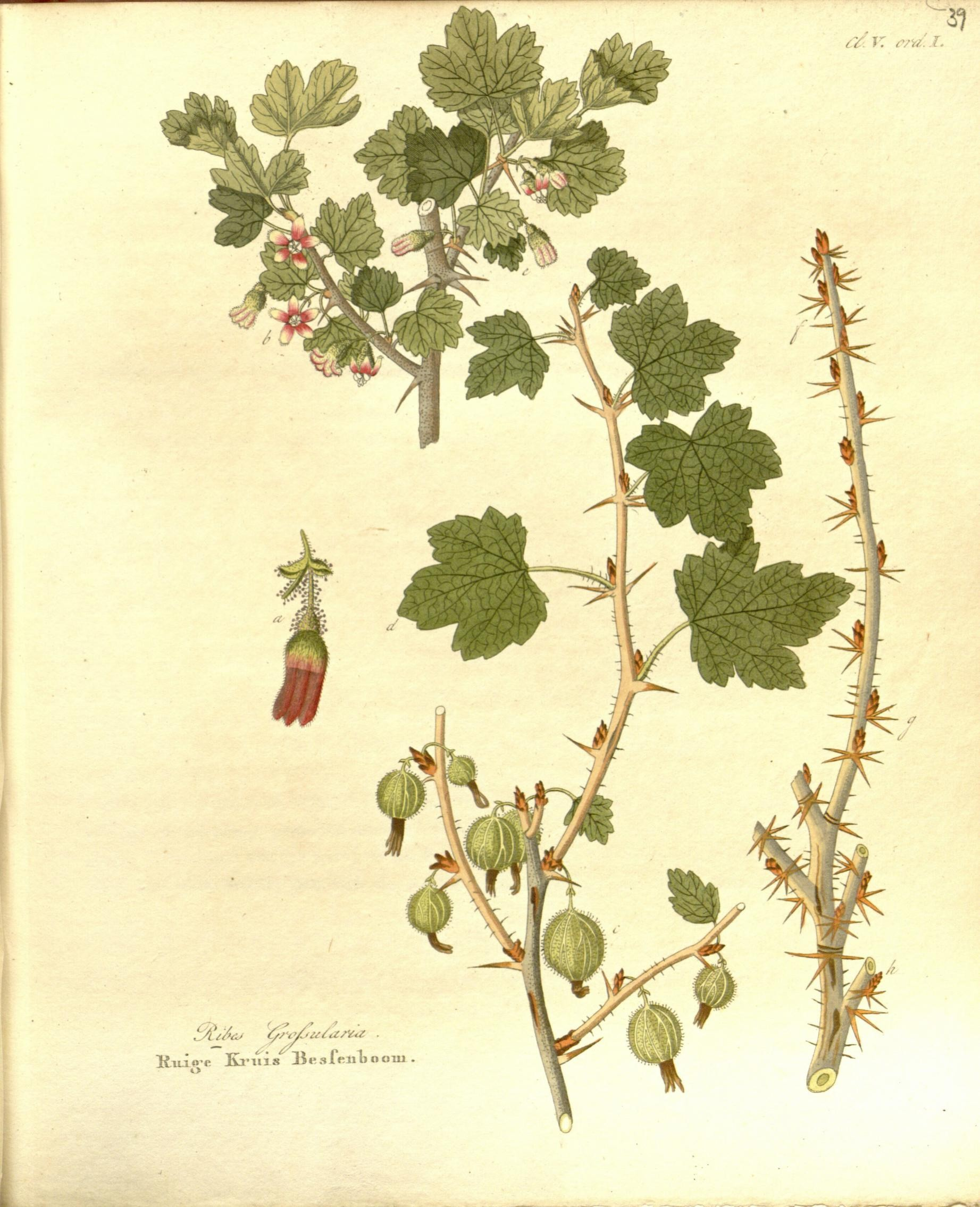
Ábrázolása egy holland botanikakönyvben (1802)